# Forests and the European Union Resource Network

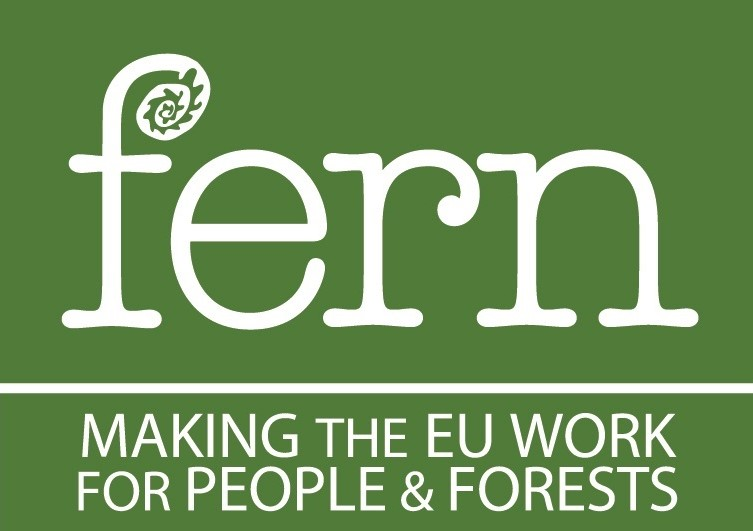

Forests and the European Union Resource Network (fern) ist eine europäische Umweltorganisation mit Sitz in Brüssel, die sich im Bereich der Forstpolitik der Europäischen Union betätigt.
Sie wurde im Jahre 1995 vom World Rainforest Movement gegründet und koordiniert eine Reihe europäischer Netzwerke von Nichtregierungsorganisationen. FERN versteht sich als Mittler zwischen NGOs und der EU. Die Organisation beobachtet die europäische und internationale Forst- und Waldpolitik und informiert andere Organisationen und interessiere Privatpersonen über wichtige Entwicklungen auf EU-Ebene. Die Organisation ist auch für die Publikation einiger Studien zu forstpolitischen Fragestellungen bekannt, derer sich andere NGOs bedienen, z. B. zu Fragen forstlicher Zertifizierung.